# 駄菓子屋ゲーム博物館
駄菓子屋ゲーム博物館（だがしやゲームはくぶつかん）は、東京都板橋区にある駄菓子屋ゲームの博物館。
昭和時代の駄菓子屋に置かれていたゲーム機が動態保存され展示されており、実際に遊ぶことができる。

## 経緯
2005年の板橋区の空き店舗活用コンテストに、館長の岸昭仁が応募したことで始まった。
2006年に別の場所（東京都板橋区常盤台3-24-15）で期間限定でオープンし、2008年に葛飾区柴又の柴又のおもちゃ博物館において、「駄菓子屋ゲーム展」という名前で開催され、2009年3月に現在の場所に開館した。

## 開館情報
- 入場料：300円
- 定休日：火曜日、水曜日、木曜日
- 開館時間：土日祝日10時から19時、平日14時から19時

## 所在地
- 住所：東京都板橋区宮本町17-8（板橋本町駅A4出口から徒歩6分）